# RAB11A
RAB11A (англ. RAB11A, member RAS oncogene family) – білок, який кодується однойменним геном, розташованим у людей на короткому плечі 15-ї хромосоми. Довжина поліпептидного ланцюга білка становить 216 амінокислот, а молекулярна маса — 24 394.
| 10         |  | 20         |  | 30         |  | 40         |  | 50         |
| ---------- |  | ---------- |  | ---------- |  | ---------- |  | ---------- |
| MGTRDDEYDY |  | LFKVVLIGDS |  | GVGKSNLLSR |  | FTRNEFNLES |  | KSTIGVEFAT |
| RSIQVDGKTI |  | KAQIWDTAGQ |  | ERYRAITSAY |  | YRGAVGALLV |  | YDIAKHLTYE |
| NVERWLKELR |  | DHADSNIVIM |  | LVGNKSDLRH |  | LRAVPTDEAR |  | AFAEKNGLSF |
| IETSALDSTN |  | VEAAFQTILT |  | EIYRIVSQKQ |  | MSDRRENDMS |  | PSNNVVPIHV |
| PPTTENKPKV |  | QCCQNI     |  |            |  |            |  |            |

A: Аланін

C: Цистеїн

D: Аспарагінова кислота

E: Глутамінова кислота

F: Фенілаланін

G: Гліцин

H: Гістидин

I: Ізолейцин

K: Лізин

L: Лейцин

M: Метіонін

N: Аспарагін

P: Пролін

Q: Глутамін

R: Аргінін

S: Серин

T: Треонін

V: Валін

W: Триптофан

Задіяний у таких біологічних процесах, як транспорт, транспорт білків, клітинний цикл, ацетилювання, альтернативний сплайсинг. 
Білок має сайт для зв'язування з нуклеотидами, ГТФ. 
Локалізований у клітинній мембрані, мембрані, цитоплазматичних везикулах, ендосомах.